# Гималайская салангана
Гималайская салангана (лат. Aerodramus brevirostris) — вид птиц семейства стрижиных. Довольно крупный стриж с вильчатым хвостом, тёмно-коричневым оперением сверху и бледно-серым снизу, по надхвостью проходит полоса разного цвета и ширины у различных подвидов. Обитает в высокогорных районах Юго-Восточной Азии. Питается насекомыми. Строит гнёзда в колониях на скалах или в тёмных пещерах, по меньшей мере один из подвидов способен к эхолокации. Кладка обычно состоит из двух яиц, птицы птенцовые.
Гималайская салангана была описана британским зоологом Томасом Уолкером Хорсфилдом в 1840 году на основе зарисовок, сделанных британским врачом, интересовавшемся биологией, Джоном Макклелландом, и первоначально отнесена к ласточкам. В 1970 году способные к эхолокации неблестящие стрижи были выделены из рода саланган в группу Aerodramus. Название Collocalia brevirostris также продолжает использоваться. Aerodramus vulcanorum входил в состав этого таксона как подвид, позднее был выделен в отдельный вид.

## Описание
Довольно крупный стриж с вильчатым хвостом. Длина тела составляет 13—14 см. Оперение сверху тёмно-коричневое со светло-серой полосой по надхвостью, снизу — однородное, бледно-серого цвета. Бёдра белые, с редкими перьями. Молодые особи имеют больше белых контурных перьев и менее выраженную полосу по надхвостью, перья на бёдрах ещё реже, чем у взрослых особей. Масса гималайской саланганы составляет 12,5—13 г. Американский орнитолог Гарри Чёрч Оберхользер в своей работе 1906 года приводит такие размеры: длина крыла — 124—127 мм, хвоста — 55—59 мм, клюва — 5,5 мм, лап — 10 мм.
По современным представлениям, для номинального подвида характерна заметная коричневато-серая полоса по подхвостью, длина крыла составляет 123—132 мм. Подвид A. b. innominatus отличается от номинального более тёмной полосой по надхвостью, почти незаметной на фоне основного цвета оперения сверху. Маховые и рулевые перья немного блестят синим или зелёным, длина крыла составляет 132—141 мм. Подвид A. b. rogersi по мнению описавшего его американского орнитолога Херберта Гиртона Дейнана имеет абсолютно голые бёдра, однако специалисты Handbook of the Birds of the World (HBW Alive) отмечают, что перья на бёдрах того же цвета, что и вся птица снизу, длина крыла составляет 116—128 мм — это самый маленький среди всех подвидов.
Гималайская салангана издаёт сухой повторяющийся звуковой сигнал «chit..chit ..» и длинный треск. Во время показательных полётов позывки гималайской саланганы чрезвычайно быстрые и шумные. Музыкальное щебетание сопровождается более яростными и чётко выраженными одиночными звуками «zheek, zheek, zheek …». Подвид A. b. innominatus способен к эхолокации. Его позывки состоят из коротких потрескивающих звуков, сначала постепенно ускоряющихся, а затем замедляющихся.

## Распространение
Гималайская салангана обитает в высокогорных районах Юго-Восточной Азии. Рекордные отметки зафиксированы в Непале на высоте 4575 метров над уровнем моря. В Бутане высотный диапазон колеблется в основном от 600 до 3000 метров, хотя в редких случаях птицу отмечали на высоте 3800 метров. Международный союз охраны природы в качестве нижней границы диапазона приводит 1500 метров. Общая площадь ареала составляет 3 630 000 км² и включает территории таких стран как Бангладеш, Бутан, Китай, Индия, Лаос, Мьянма, Непал, Таиланд, Вьетнам и Малайзия. Численность данного вида остаётся стабильной, он относится к видам, вызывающим наименьшие опасения. Предпочитает покрытые лесом долины рек, но может селиться и в культурных ландшафтах. В подходящей среде обитания птицы довольно многочисленны, известно о колонии в Бутане, насчитывающей более тысячи особей.
Относительно небольшая часть популяции гималайской саланганы осуществляет сезонные миграции. В Гималаях они в основном представляют высотные миграции: в Непале птицы на зиму опускаются на высоту 900—2750 метров (ниже только в случае плохих погодных условий), а в Бутане — 200—1800 метров. Другие подвиды зимуют в ноябре—марте на полуострове Малакка. На севере и востоке Бангладеш гималайская салангана впервые была зафиксирована в 1985 году. С тех пор небольшие стаи изредка отмечают в промежутке с октября по март. Статус птиц на Суматре неопределён, вероятно они не обитают на острове круглый год, а прилетают только на зимнее время. В ноябре 2007 года, после циклона в Индийском океане, была сделана серия фотографий гималайской саланганы на острове Сокотра. В апреле 2008 года птица была зафиксирована на острове Хондо в Южной Корее: у пойманного экземпяла был произведён анализ ДНК, который подтвердил его принадлежность данному виду, хотя ещё раньше высказывались подобные предположения. Полёты через Малаккский пролив в середине сентября могут быть связаны с обычным расселением.
В зимнее время подвид A. b. innominatus может достигать южной части Андаманских островов, однако идентификация затруднена в связи со схожестью птиц с саланганой-водорослеедом (Aerodramus fuciphagus). Аналогично, нет достоверных сведений о присутствии птиц на Мальдивских островах из-за схожестью их с индийской саланганой (Aerodramus unicolor). Информация о размножении данного подвида на острове Наркондам не подтвердилась. На западе Малайзии в ноябре отмечали ночные полёты представителей этого и номинального подвидов. Подвид A. b. rogersi отмечали на юго-западе провинции Юньнань в Китае, статус к югу от города Сураттхани в Таиланде неясен.
Пересечение ареалов с индийской саланганой, обладающей тёмной полосой по надхвостью, возможно также в западной части Гималаев.

## Питание
В рацион гималайской саланганы входят двукрылые и перепончатокрылые.
Птицы обычно питаются в стаях размером до 50 особей, хотя нередко встречаются и более крупные стаи, включающие 300—500 особей, смешанные с другими стрижами и ласточками. В сумерках или во время плохой погоды гималайская салангана часто спускается с холмов чтобы летать над культивированными землями, особенно с большим количеством стоячей воды.

## Размножение
Сезон размножения приходится на период с апреля по июнь. В Шэньцзинской пещере, расположенной в Хупиншаньском национальном природном заповеднике, в которой в период с 1994 по 2007 годы проводились исследования размножения гималайских саланган, птицы обитают с начала апреля по начало ноября.
Птицы создают колонии и строят гнёзда на вертикальных скалах или внутри тёмных пещер. Отдельные гнёзда часто касаются друг друга. Подвешенное гнездо построено из растительных материалов, в частности мхов, скреплённых твёрдой слюной. Диаметр гнезда в верхней части составляет в среднем 6 см, к низу сужается до 5 см, глубина внутри гнезда — 2 см. Строительство гнезда продолжается около 60 дней, при этом птицы полностью используют материалы предыдущих гнёзд.
Гималайские саланганы моногамны. Птицы могут спариваться как в воздухе, так и в гнезде, учёные полагают, что спаривание в воздухе имеют малую вероятность успеха, поэтому многие стрижи осуществляют копуляцию в гнезде. В Шэньцзинской пещере птицы откладывали яйца в основном в июне. Кладка состоит из двух белых яиц средним размером 21,8 на 14,6 мм, изредка бывает только одно яйцо. На яйцах могут сидеть оба родителя, но в основном этим занимается самка. В среднем, при температуре около 37,3 °C через 27,9 дней вылупляются птенцы. Вероятность успеха кладки — 71,4 %. Птенцы рождаются голыми и беспомощными. В течение 27 дней родители, преимущественно самцы, кормят птенцов насекомыми из своего рациона. Ещё 3—4 дня птенцы учатся летать. При вылете из гнезда птенцы в среднем тяжелее взрослых особей, это различие пропадает к началу половой зрелости.
В среднем самка способна откладывать яйца в возрасте одного года и на протяжении пяти лет.

## Систематика
Гималайская салангана была описана британским зоологом Томасом Уолкером Хорсфилдом в 1840 году и отнесена к ласточкам — Hirundo brevirostris (от лат. brevis — «короткий», лат. -rostris — «-клювый»). В некоторых источниках она приписывается британскому врачу, интересовавшемуся биологией, Джону Макклелланду. Во второй половине 1830-х годов он сделал зарисовки около 170 видов птиц, включая гималайскую салангану, часть которых была описана Хорсфилдом в 1840 году. В XIX — начале XX века данный вид объединяли сначала с индийской саланганой (Aerodramus unicolor), а потом саланганой-водорослеедом (Aerodramus fuciphagus). Также близкородственной признавалась связь с филиппинской саланганой (Aerodramus whiteheadi), однако птицы отличаются типом гнезда и рисунком.
Долгое время относилась к роду саланган (Collocalia). В 1970 году южноафриканский орнитолог Брук, Ричард Кендалл разделил род на три группы, одна из которых — Aerodramus (от греч. αερος — «воздух», греч. δρομος — «гонщик») — включала неблестящих стрижей, как и гималайская салангана, способных к эхолокации. Вместе с тем, название Collocalia brevirostris также продолжает использоваться. Aerodramus vulcanorum входил в состав этого таксона как подвид Aerodramus brevirostris vulcanorum, позднее был выделен в отдельный вид. Многие исследования гималайской саланганы основывались именно на этом подвиде, в силу его уязвимого положения, поэтому могут быть пересмотрены.
В настоящее время гималайскую салангану относят к роду Aerodramus семейства стрижиных и выделяют три подвида:
- Aerodramus brevirostris brevirostris (Horsfield, 1840) — от гор в штате Химачал-Прадеш на севере Индии до провинции Юньнань на юге Китая, а также в Мьянме и Таиланде. Зимует в Бангладеш и на юго-западе Таиланда на полуострове Малакка и, возможно, на острове Суматра.
- Aerodramus brevirostris innominatus (Hume, 1873) — в восточной и южной частях центрального Китая (провинции Хубэй, Сычуань, Гуйчжоу и Юньнань), на севере Вьетнама в регионе Тонкин. Зимует на юго-западе Таиланда и на полуострове Малакка, изредка на Андаманских островах и, возможно, на острове Суматра[3]. Подвиды Aerodramus brevirostris inopina и Aerodramus brevirostris capnitis, обитающие в провинции Хубэй в восточной части центрального Китая, считаются синонимичными данному подвиду[3][4]. Птицы с более тёмным цветом надхвостья иногда описываются как отдельный подвид Aerodramus brevirostris pellos[3].
- Aerodramus brevirostris rogersi (Deignan, 1955) — на востоке Мьянмы и на западе Таиланда. Зимует в провинции Сураттхани на юге Таиланда. Часто рассматривается как отдельный вид, или объединяется с индийской саланганой. При этом встречаются и промежуточные особи[3].